# El indomable
El indomable es el nombre del undécimo álbum de estudio de Cristian Castro. Este disco fue lanzado al mercado bajo el sello discográfico de Universal Music Latino el 26 de junio de 2007. Fue producido por el maestro Pedro Ramírez y Vicente Fernández.

## Antecedentes
Es el primer álbum en que el artista combina canciones rancheras con mariachi y  Entre los clásicos incluidos en esta producción se encuentra Divina ilusión, la cual es una adaptación de una obra de Frédéric Chopin, que en la década de los años setenta inmortalizara el legendario cantante mexicano José José, quien Cristian Castro ha declarado en diversas ocasiones como su mayor ídolo, padrino musical y amigo. 

## Recepción
El 11 de julio de 2007, el álbum tenía 12.868 copias vendidas en los Estados Unidos,[cita requerida] tiempo después fue certificado por la RIAA como disco de platino por las ventas logradas en ese país y además, obtuvo una nominación para el Premio Latin Grammy al Mejor Álbum de Música Ranchera/Mariachi.[cita requerida]

## Lista de canciones
| El Indomable |                                              |                                                  |          |  |
| N.º          | Título                                       | Escritor(es)                                     | Duración |  |
| 1.           | «¿Qué amor me quedará?»                      | Gil Rivera / Jorge Macias Gómez                  | 3:15     |  |
| 2.           | «Golondrina presumida con Vicente Fernández» | Tomas Méndez Sosa                                | 4:11     |  |
| 3.           | «Te sigo queriendo»                          | Carlos Jose Macias Nunez / Manuel Monterrosas    | 2:57     |  |
| 4.           | «Mi México de ayer»                          | Chava Flores                                     | 5:06     |  |
| 5.           | «No volveré»                                 | Jose Luis Gómez Gonzalez                         | 3:02     |  |
| 6.           | «Divina ilusión»                             | Frederic Chopin / Enrique Quezadas               | 3:13     |  |
| 7.           | «Tu retirada»                                | Jose Alfredo Jiménez Sandoval                    | 4:05     |  |
| 8.           | «Sin fe y sin religión»                      | Alberto Cervantes                                | 2:57     |  |
| 9.           | «Si acaso vuelves»                           | Homero Aguilar Cabrera / Rosendo Montiel Álvarez | 3:13     |  |
| 10.          | «El indomable»                               | Martín Urieta                                    | 2:32     |  |

| El indomable (Edición de Oro) |                                               |                                  |          |  |
| N.º                           | Título                                        | Escritor(es)                     | Duración |  |
| 11.                           | «Hay un momento»                              | Jose Alfredo Jiménez             | 3:04     |  |
| 12.                           | «Presentimiento»                              | Jose Emilio Pacheco / Pedro Mata | 2:55     |  |
| 13.                           | «La caminera»                                 | Antonio Valdez Herrera           | 2:56     |  |
| 14.                           | «Morena de ojos negros con Vicente Fernández» | E. Vidal y Robles                | 3:22     |  |
| 15.                           | «No soy monedita de oro (Exclusivo iTunes)»   | Cuco Sánchez                     | 3:35     |  |

## Posicionamiento en listas
| Listas (2007)                                            | Mejor posición |
| -------------------------------------------------------- | -------------- |
| México (AMPROFON)[cita requerida]                        | 9              |
| Estados Unidos (Regional Mexican Albums)[cita requerida] | 1              |
| Estados Unidos (Billboard 200)[cita requerida]           | 114            |
| Estados Unidos (Top Latin Albums)[cita requerida]        | 4              |

## Certificaciones
| País           | Organismo certificador | Certificación   | Ventas certificadas | Ref   |
| -------------- | ---------------------- | --------------- | ------------------- | ----- |
| Estados Unidos | RIAA                   | Platino (Latin) | 60 000              | [ 2 ] |